# Relaciones Estados Unidos-Malaui
Las relaciones Estados Unidos-Malaui son las relaciones diplomáticas entre Estados Unidos y Malaui. La transición de un estado de partido único a democracia multipartidista fortaleció significativamente la ya cordial relación de los Estados Unidos con Malawi. Un gran número de malawianos estudian en los Estados Unidos. Los Estados Unidos tienen un programa activo Cuerpo de Paz, Centros para el Control y la Prevención de Enfermedades, Departamento de Salud y Servicios Humanos y una Agencia de los Estados Unidos para el Desarrollo Internacional (USAID) misión en malawi.
Las opiniones de los Estados Unidos y de Malawi sobre la necesidad de estabilidad económica y política en el sur de África generalmente coinciden. A través de una evaluación pragmática de sus propios intereses nacionales y objetivos de política exterior, Malawi aboga por soluciones pacíficas a los problemas de la región a través de la negociación. Malawi trabaja para lograr estos objetivos en las Naciones Unidas,  COMESA, y  SADC. Malawi es el primer país del sur de África en recibir capacitación para el mantenimiento de la paz bajo la Iniciativa de la Fuerza de Respuesta en Crisis Africana (ACRI), patrocinada por los Estados Unidos, y se ha unido al programa sucesor, Asistencia y capacitación en operaciones de contingencia africanas (ACOTA). Tiene una lista activa de programas militar-a-militares de compromiso en tiempos de paz. Los dos países mantienen un diálogo continuo a través de representantes diplomáticos y visitas periódicas de altos funcionarios.
En julio de 2011, Estados Unidos suspendió la financiación de la ayuda directa. La agencia gubernamental de los Estados Unidos responsable, la Corporación del Desafío del Milenio, suspendió la ayuda porque estaba "profundamente enojada" por las muertes de las 19 personas durante las protestas de julio de 2011.
Según el Informe de Liderazgo Global de los Estados Unidos de 2012, el 60% de los malauianos aprueba el liderazgo de los Estados Unidos, con un 25% de desaprobación y un 15% de incertidumbre.

## Oficiales principales

### Oficiales principales de los Estados Unidos
- Embajador - Jeanine Jackson
- El embajador más reciente de los Estados Unidos en Malawi: Alan Eastham (miembro principal de Hendrix College)
- Jefe de Misión Adjunto: Kevin Sullivan
- Director de la Misión de USAID — Curt Reintsma
- Director del Cuerpo de Paz — Dale Mosier
- Director del Centro de Control de Enfermedades de Austin Demby

### Funcionarios principales de Malawi
- Embajador en la Misión Permanente ante las Naciones Unidas - Brian Bowler
- Embajador en Washington D. C. -  Steve Matenje

## Embajadas
- La Embajada de los Estados Unidos en Malawi está situada en el enclave diplomático adyacente a la sección del Centro de la ciudad de Lilongüe.
- La Embajada de Malawi en los EE. UU. Se encuentra en Washington D. C.